# Илак (историческая область)
Ила́к (араб. ﻳﻼق‎, узб. Iloq/Илоқ, кирг. Ылак/Ylaq) — историко-культурная область и государственное образование в бассейне реки Ахангаран с рядом прилегающих районов (ныне — юг Ташкентской области Узбекистана и север Согдийской области Таджикистана) в период от раннего средневековья до монгольского завоевания.
Правитель Илака именовался дихканом. Столицей области выступал город Тункет (локализуется к северо-востоку от современного Алмалыка); имеются сведения, что в XII веке центральная роль перешла к городу Нукету (локализуется в районе современного Нурафшона).
Первоначально (V—VII века) Илак являлся отдельным феодальным владением. С VIII века, в результате сближения с Чачем, был подчинён этому государству, сохранив при этом обособленность и власть местного дихкана, пользуясь особыми правами.
Имевший элементы самоуправления Илак непосредственно или вместе с Чачем входил в состав крупных средневековых государств: Тюркский каганат, Западно-тюркский каганат, Арабский халифат, Государство Саманидов (первоначально подчинённых Тахиридам), Государство Караханидов. В караханидский период происходит замещение дихканов ханскими наместниками.
Илак был известен как крупный рудопромышленный район Востока. На его территории проводилась разработка благородных металлов, железа, меди, свинца, бирюзы. Наиболее значительной являлась добыча и выплавка серебра, которая в IX—X веках обеспечила ему роль эмитента монеты широкого распространения. В то же время Илак обладал комплексным хозяйством, включавшем земледелие и скотоводство.
В XI—XII веках в области наблюдается упадок. Сокрушительный удар по региону наносит монгольское нашествие (1220 год) и последующая смена преимущественно оседлого населения на кочевое, междоусобица. В послемонгольский период название Илак не употребляется, рудная промышленность на его территории практически исчезает, минералогические познания утрачиваются.

## Этимология названия
Топонимист С. К. Караев полагает, что название Iloq в действительности должно было звучать как Ayloq. Он указывает, что при записи арабицей два этих произношения неразличимы (араб. ﻳﻼق‎) и что в некоторых источниках над буквой алиф поставлен дополнительный знак, делая предпочтительным именно второй вариант чтения. Топоним же Ayloq является тюркским и обозначает летнее пастбище, яйлак (ср. узб. ayloq).

## Расположение и границы
Илак располагался на юге современной Ташкентской области Узбекистана, переходя юго-восточной частью на территорию современной Согдийской области Таджикистана.
Среди письменных источников наиболее чёткую информацию о границах Илака излагает анонимное историко-географическое сочинение «Худуд-ал-алем» (982 год). В этом труде говорится, что Илак граничил с Шашем, горным районом Чадгал (Чаткал), Ферганой и рекой Сырдарьёй, именуемой Хашарт.
Поскольку окончанием Ферганских земель был Кураминский хребет, к территории Илака необходимо полностью отнести его юго-западную часть — Карамазор. Эта цепь была известна как Илакские горы. М. Е. Массон (1953) предположительно высказывается и о принадлежности к исторической области хребта Моголтау (расположен далее к юго-западу, у Худжанда); в работе Ю. Ф. Бурякова «Горное дело и металлургия средневекового Илака» (1974) Моголтау учитывается в общём объёме рудодобычи. Кроме того, в состав образования входила вся территории Дальверзинской степи (севернее современного Бекабада).
Илак владел южной частью Чаткальского хребта. Учитывая отнесение к Шашу региона Джеттыкент, города которого локализуются в западных предгорьях Чаткала (в районе современных Паркента, Заркента), М. Е. Массон делает вывод, что граница подобластей здесь безусловно пролегала по водоразделу бассейнов Чирчика и Ахангарана. Исследователь отмечает трудности с разграничением в плотно заселённых районах на стыке Шаша и Илака: средневековые авторы заявляли, что их земли «ничего не разделяет». Он проводит последующую часть границы в западном направлении, вплоть до района Балаяна (город севернее современного Нурафшона), где постулирует поворот на юго-запад. Далее учёный прокладывает линию по Пскентскому плато, с которого та сходила в сторону Сырдарьи, оканчиваясь на берегу реки южнее исторического Бенакета.
Илаком в узком смысле называлась долина Ахангарана, выступая ядром исторической области. Сам Ахангаран вплоть до монгольского нашествия именовался рекой Илака.

## Физико-географические условия

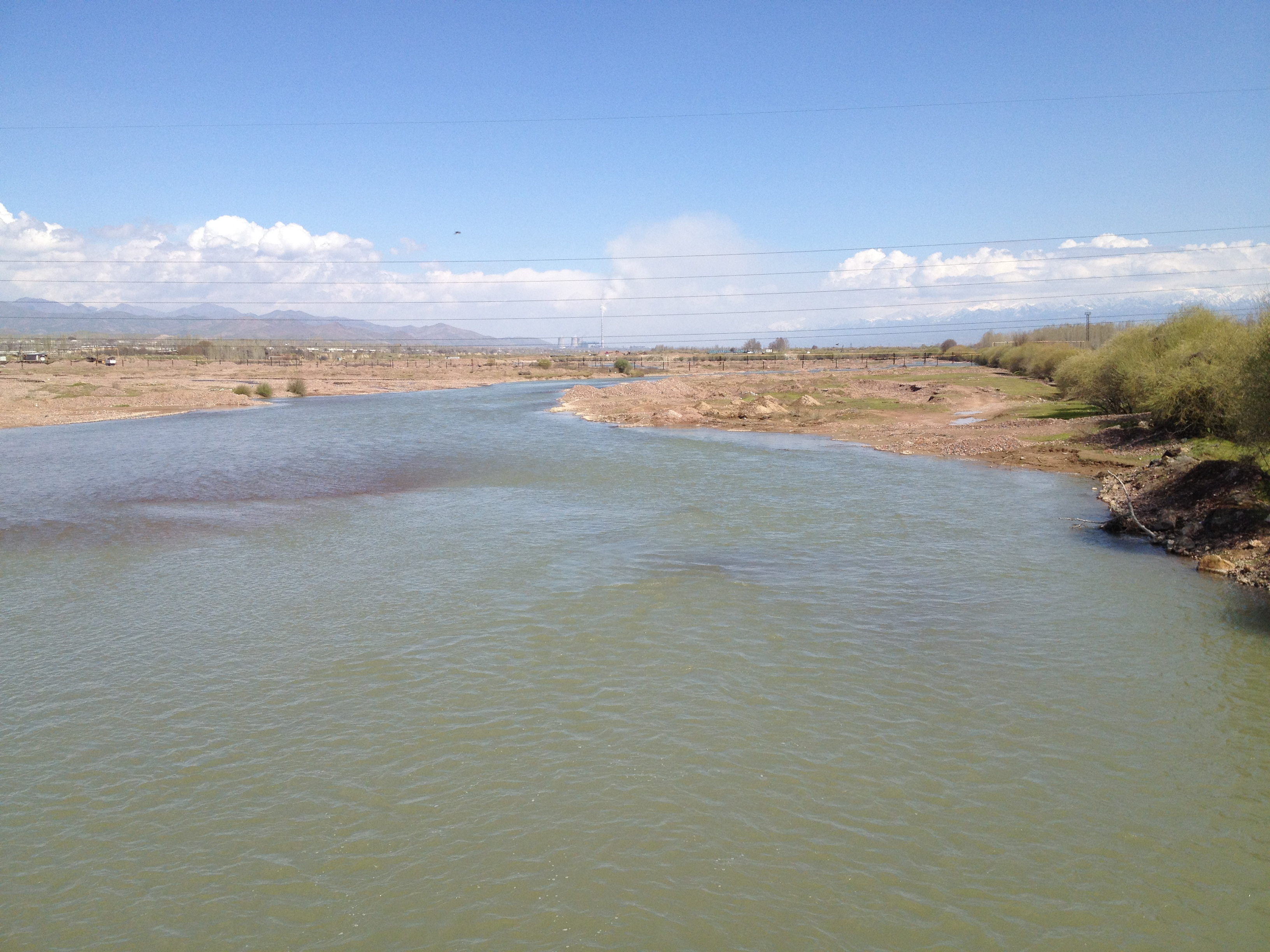
Ахангаран — река Илака

Илак охватывал долину Ахангарана с прилегающими районами. Историками установлено, что пролегание реки в X веке отличалось от современного. Первоначально, по предположению М. Е. Массона, считалось, что основным средневековым руслом выступал Гиджиген, в XX веке представлявший собой побочный, быстрый иссыхающий рукав, отклонявшийся от современной реки к югу в районе города Ахангаран. Однако в 1975 году изучение местности, прилегающей к руинам Харашкета (известны под именем Канка), показало, что древней естественной протокой являлся местный арык Карасу. Выше по руслу водотока, на запад от Буки, было обнаружено 3 городища и 24 археологических поселения укреплённого типа, большинство из которых датируется V—XII веками нашей эры. В результате отождествление реки Илака было перенесено на Карасу, учитывая, что вдоль Гиджигена практически не обнаружено памятников материальной культуры. Такое отождествление позволяет локализовать и устье средневековой артерии, находившееся у исторического города Бенакета.
Средневековые авторы отмечают физико-географические различия между Шашем и Илаком: наличие в Илаке горных и степных регионов, окаймляющих область, тогда как в собственно Шаше подобные ландшафты отсутствовали.

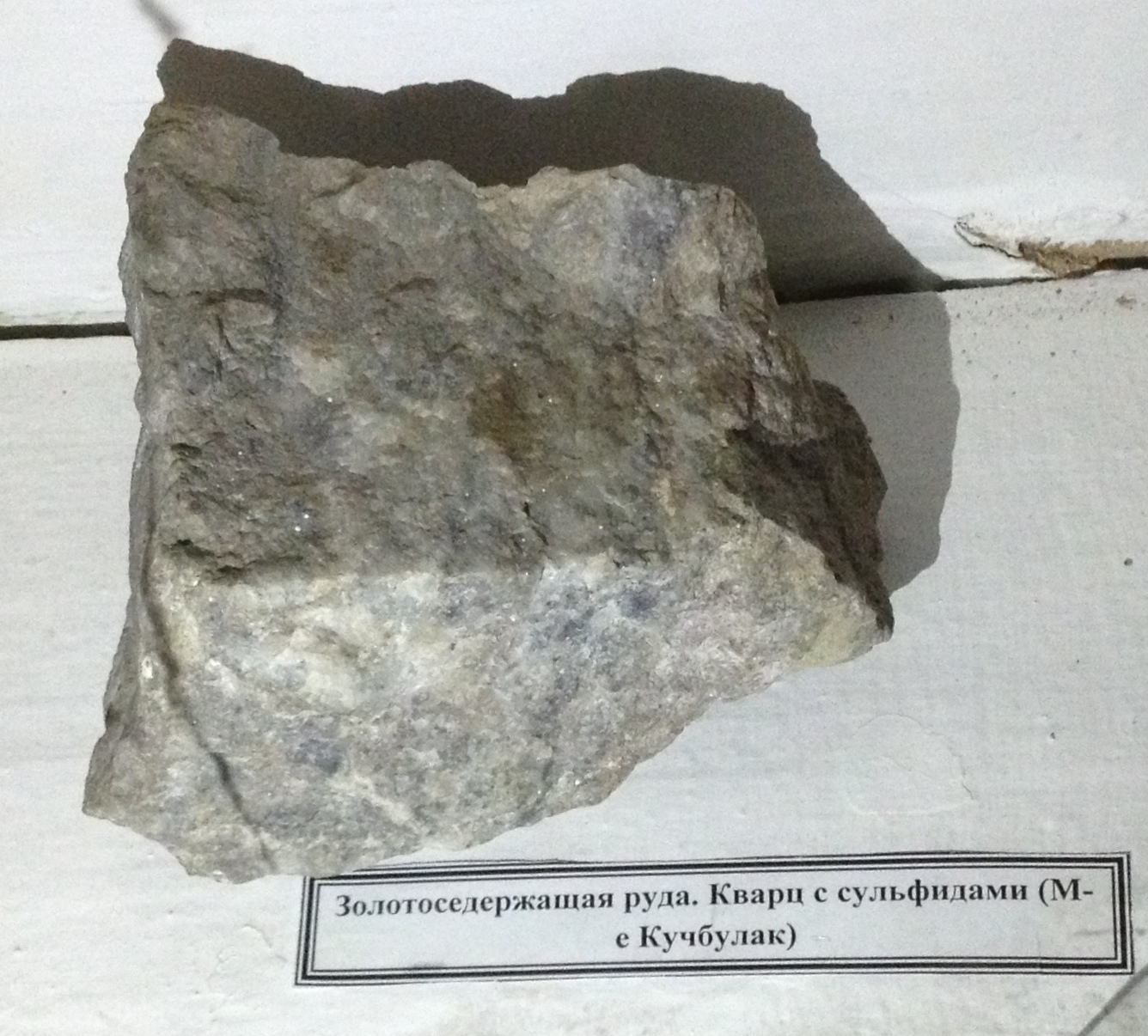
Золотосодержащий кварц с сульфидами, месторождение Кочбулак (разрабатывалось в Илаке). Экспонат Государственного краеведческого музея в Ангрене

Илаку принадлежали Кураминские горы и южная часть Чаткальского хребта, где расположены многочисленные месторождения полезных ископаемых: золота, серебра, железа, меди, свинца, бирюзы.
Ахангаранский регион доступен для возделывания земли. В то же время природные условия низовьев реки близки к Голодной степи, и в нижнем долинном поясе культивация растений требует полива. Однако в более увлажнённых предгорьях возможно богарное земделелие, причём частичное уничтожение местных каштановых почв свидетельствует о продолжительной земледельческой эксплуатации в прошлом.
Промежуточный пояс занимают участки эфемерной растительности, включающей ценные кормовые культуры, такие как дикий ячмень. В горах имеются пастбища, позволяющие практиковать отгонное животноводство.

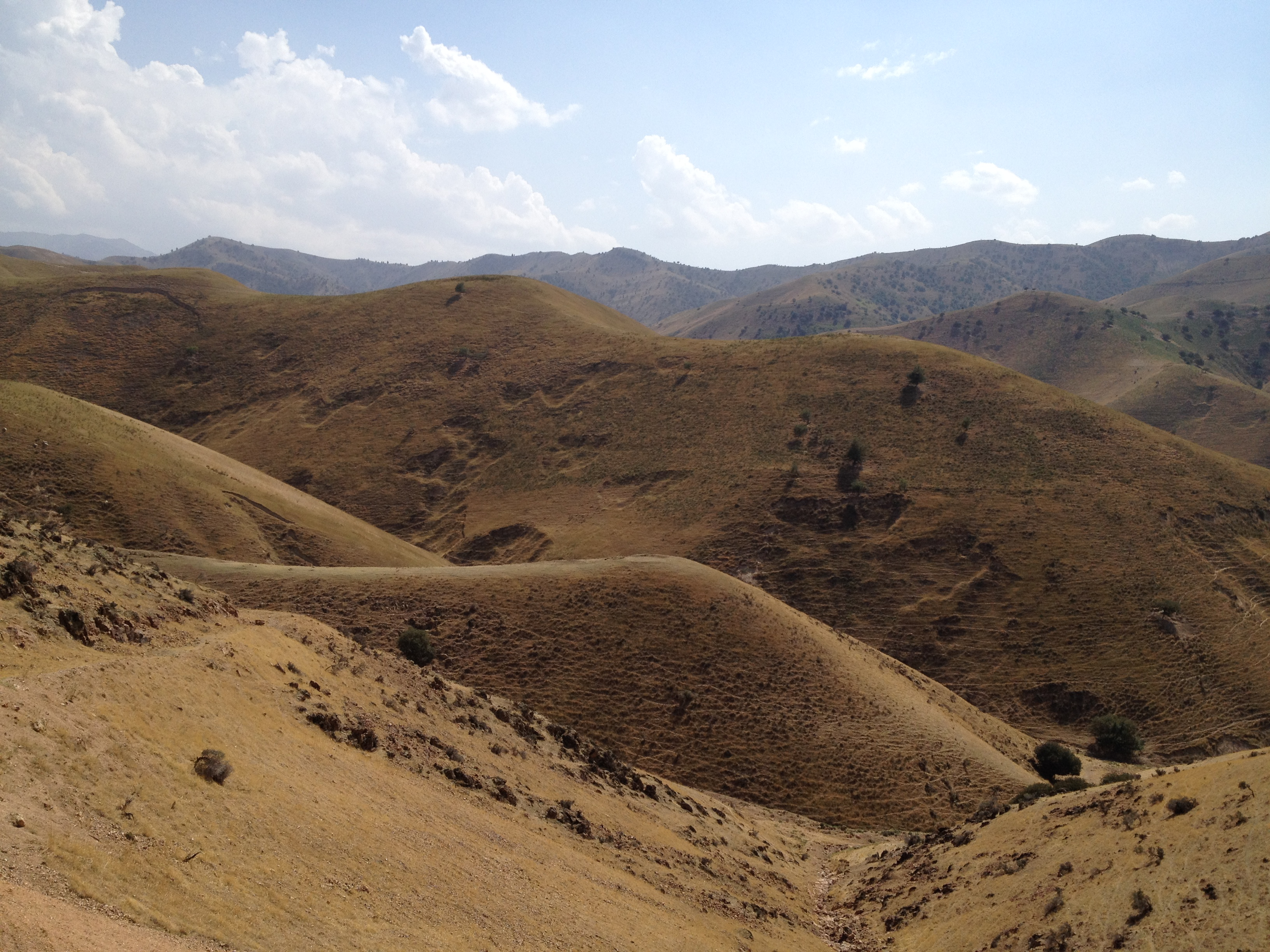
Кураминское среднегорье в районе Унгурликана («бирюзовый рудник Илака»)

В настоящее время древесная растительность появляется в долине Ахангарана на высоте около 1000 м. Однако множество топонимов региона указывают, что исторически была залесена значительно большая территория: Алмалыксай («яблочный сай»), Кызылалмасай («сай красных яблок»), Писталисай (фисташковый сай), Урюкбель («абрикосовый перевал»), Арчатаг («можжевельниковая гора»), Джузумтаг («виноградная гора»), Алчалыкан («алычовый рудник»). В ходе ботанических исследований ниже современной границы леса отмечены пни гигантских размеров. Находки угольков в сочетании с металлическими шлаками свидетельствует о проводившемся ещё в древние времена выжигании дерева на нужды металлургии. Тем самым, в средневековый период активного рудного промысла должны были исчезнуть значительные лесные массивы в илакских горах.
М. Е. Массон приводит ряд аргументов, что в Средневековье бассейн Ахангарана располагал значительно большими ресурсами поверхностных вод. Он предположительно связывает пагубные гидрологические изменения с ликвидацией лесного покрова, делая оговорку о неизученности вопроса (на 1953 год) и возможном влиянии других факторов.
В долине Ахангарана были многочисленны кабаны, птицы, рыба в реках; в прилегающих возвышенных районах встречались горные козлы.

## Политическая история
Составление истории Илака опирается, главным образом, на археологические данные. Письменные источники совершенно не затрагивают его историю в раннесредневековый период.

### Доарабский период

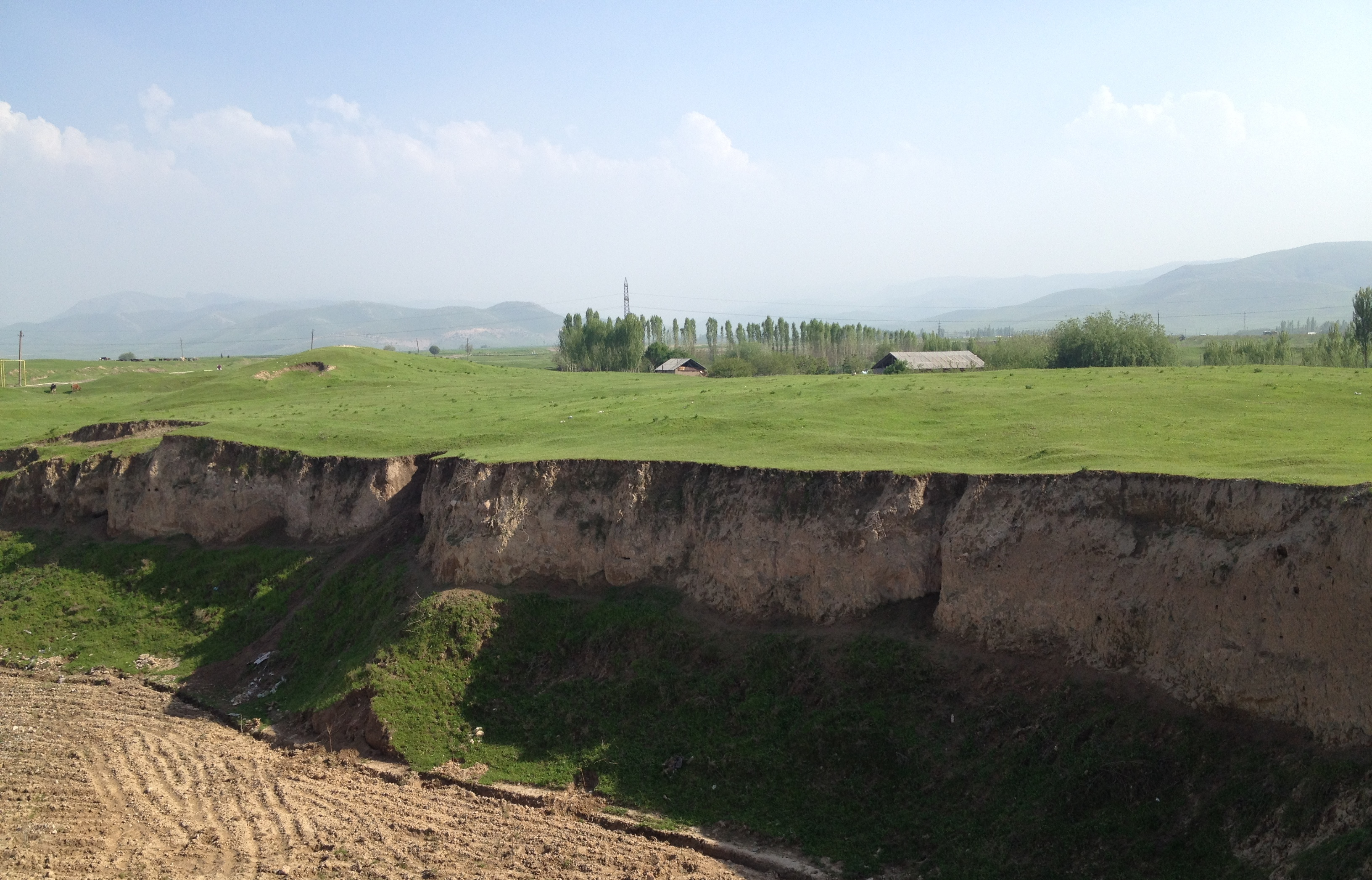
Руины Тункета. Вид с северо-запада

Изученные памятники материальной культуры позволяют археологу Ю. Ф. Бурякову заключить, что в середине I тысячелетия нашей эры в регионе сложился самостоятельный удел с феодальными отношениями, где наблюдалось оседание скотоводческого населения с формированием постоянных селений (включая столицу Тункет и металлургические центры). Тункет локализован к северо-востоку от современного Алмалыка; в условиях раздробленности он принимает на себя административно-хозяйственные функции в южной части ташкентской округи.
Известно, что с V до середины VI века земли Чача и Илака входили в состав государства эфталитов. Впоследствии правобережье Сырдарьи было захвачено Тюркским каганатом (в 555 году граница пролегла по району Ташкентского оазиса), имеются сведения о разрушениях, затронувших, в том числе, Чач. По предположению Ю. Ф. Бурякова, в это время и могло произойти отделение Илака, благосостояние которого было поднято активным горнорудным промыслом, прежде всего, драгоценных металлов.
«Худуд-ал-алем» сообщает, что «в древности» в Илаке находился сильный дихкан, причисляя его к мулюки атраф, то есть удельным правителям-феодалам со значительной самостоятельностью во властной политике. Имеется и ряд археологических доказательств обособленности Илака от Чача: строительство в Тункете фортификации именно на чачском направлении, нахождение между Букой и селением Джелаир, где постулирована граница двух областей, руин оборонительных сооружений, в свою очередь, направленных в сторону илакских земель.
После раскола Тюркского каганата на Восточное и Западное государства в 586—588 годах, Ташкентский оазис оказывается в составе последнего. Междоусобица в каганате в первой половине VII века способствует росту самоуправления у подчинённых государственных образований. На этом фоне происходит тесное сближение Илака с Чачем, которое привело к объединению двух областей. Илакское месторождение, именуемое «серебряным рудником Чача», разрабатывалось с VII века. Энциклопедия «Ташкент» датирует существование Илака в качестве самостоятельного феодального владения V—VII веками.  Ю. Ф. Буряков считает, что ход сближения не был гладким, и упоминает защитные строения в Тункете уже в связи с этой фазой отношений.
Однако даже утратив политический вес, дихкан Илака сохранил экономическую власть. Илак был подчинён Чачу в ранге подобласти и пользовался особыми правами.

### Арабское завоевание
Сведения о событиях времён арабского завоевания Средней Азии непосредственно для Илака отсутствуют, что следует объяснить произошедшим к тому моменту подчинением удела Чачу.
В это время Чачское владение вело активную борьбу с захватчиками, участвовало в антиарабских коалициях, и несмотря на поход Кутейбы ещё в 712 году, чаще находилось в независимости, а не подчинении халифату вплоть до Таласской битвы (751), при этом не прекратив сопротивления и после неё. Газии (добровольные борцы за исламскую веру на окраинах империи), набиравшиеся в Чаче, имели репутацию «разбойников», подчас поднимая восстания против власти, а сам Чач слыл у арабов «местопребыванием чертей, от которых бегут» наместники. «Худуд-ал-алем» указывает, что среди сельской прослойки Илака встречалось наибольшее количество «людей в белых одеждах», в качестве которых были известны сторонники сектантского учения Муканны. Белый цвет в тогдашней Средней Азии являлся символом выступлений против правительства вообще, как антагонист чёрным знаменам Аббасидов. Автор сочинения добавляет, что илакские мужчины «воинственны и активно смелы». Это позволяет обоснованно предполагать в них значительную оппозиционную силу и продолжительное участие Илака в антиарабской борьбе в качестве одного из возможных очагов непокорности, в составе чачского воинства.

### Период фрагментации мусульманского мира
Смена политики Арабского халифата в Средней Азии приводит к утверждению наместников из местной знати, создавая тем самым фактически независимые образования с наследственной властью. Первоначально возникает Тахиридское государство, в составе которого областями Восточного Мавераннахра (куда относился Илак) руководят представители Саманидов. Впоследствии Саманиды создают собственную державу и устанавливают полный контроль над регионом.
Наибольшее количество информации об Илаке в письменных источниках относится к X веку, позволяя охарактеризовать состояние области в эту эпоху гораздо лучше, чем в последующие и предыдущие.
Согласно «Худуд-ал-алем», власть дихканов Илака была сохранена Саманидами. В 985 году Шамсуддин аль-Мукаддаси называет дихкана в Тункете «могущественным».
Однако проводимая Саманидами политика концентрации власти вызывала недовольство удельных правителей Мавераннахра. В конце X века происходит вторжение государства Караханидов, созданного тюрками, причём местные дихканы становятся на сторону завоевателей, даже формируя в составе их войска отдельный отряд. Уже в ходе первого похода караханида Бограхана на Мавераннахр в 992 году, в Илаке выпускается монета с его упоминанием, что говорит о переходе области под контроль новой державы. По мирному договору, заключённому в 996 году, Саманиды подтверждают потерю правого берега Сырдарьи.
В раннекараханидскую эпоху удельные владетели Илака чеканят монету от своего имени, с титулатурой дехкан ал-джалиль — дихкан превосходный. Из нумизматических источников получены имена ряда правителей области: Мансур бен Ахмад (992 год), Мухаммед бен Мансур (1004/1005 год), Абу Шуджа Салар бен Мухаммед (1008/1009 год). На этой основе можно предполагать о династии. Вероятно, дихканы Илака вплоть до начала XI век выступали знатным родом, с которым требовалось считаться в политике и, кроме того, обладали большой земельной собственностью. Б. Г. Гафуров делает вывод, что в первые караханидские годы илакское дихканство даже подняло свой статус, приобрело больше веса и автономии, чем имело при Саманидах.
Однако достижение дихканами своих целей было временным: закрепив власть, Караханиды активно приступают к условным пожалованиям земель (икта). Такая внутренняя политика ударяет по аристократии. Считается, что после упорной борьбы дихканы Илака уступили правление регионом ханским наместникам: в дальнейшем чекан Тункета ведётся уже сугубо от имени представителей Караханидов (Ибрахима, его сыновей, после 1073—1074 годов — Тогрулкарахана и Тогрултегина). Во второй половине XI века выпуск тункетских монет прекращается вовсе; известно, что прежний столичный город в эту эпоху угасает.
Впоследствии земли переходили к Каракитайскому ханству (XII век), державе хорезмшаха Мухаммада II, уступившего их найманскому ханству Кучлука.
Ал-Идриси в XII веке называет столицей Илака уже Нукет (в районе современного Нурафшана).

### Монгольское завоевание
Монголы захватывают илакские земли в 1220 году. Долина Ахангарана избирается племенем джалаиров под пастбища на летние кочевья.
Монголы дают местной водной артерии имя Дарье-и-ахангеран — «река кузнецов» или «река рудных дел мастеров», наблюдая многочисленные следы металлургии в регионе. Название Илак применительно к области с XIV века не употребляется.

## Хозяйство
Илак обладал разносторонним хозяйством, включавшим земледелие, скотоводство, горное дело, ремёсла (металлургию и другие занятия), по его территории пролегали караванные маршруты, в том числе, международного значения. Комплексный характер хозяйства Чача и Илака был обусловлен рядом причин. Владения находились в зоне контакта оседлого земледельческого населения оазисов и кочевых жителей степных пространств, что определяло экономические связи между ними, порождало миграцию. В то же время и трансазиатские маршруты постепенно сдвигались в северном направлении, вовлекая в торговлю скотоводческие народы. Наконец, область располагала значительными минеральными ресурсами, прежде всего, залежами благородных металлов.

### Сельское хозяйство
Культурами, которые возделывали илакские земледельцы, были пшеница, ячмень и просо. Средневековыми источниками область расценивалась благоустроенной; сообщалось, что на всём протяжении Ахангарана, сплошной или практически сплошной полосой, тянутся освоенные земли: сады, жилые дома, пашни. Арабский учёный Якут аль-Хамави в своём географическом словаре (XIII век) заявляет, что Илак — одна из самых приятных стран, сотворённых Аллахом.
Вместе с тем, О. Г. Большаков считает, что в Илаке был дефицит сельскохозяйственных продуктов внутреннего производства, который, видимо, компенсировался за счёт равнинных регионов Чача и севера Ферганы.

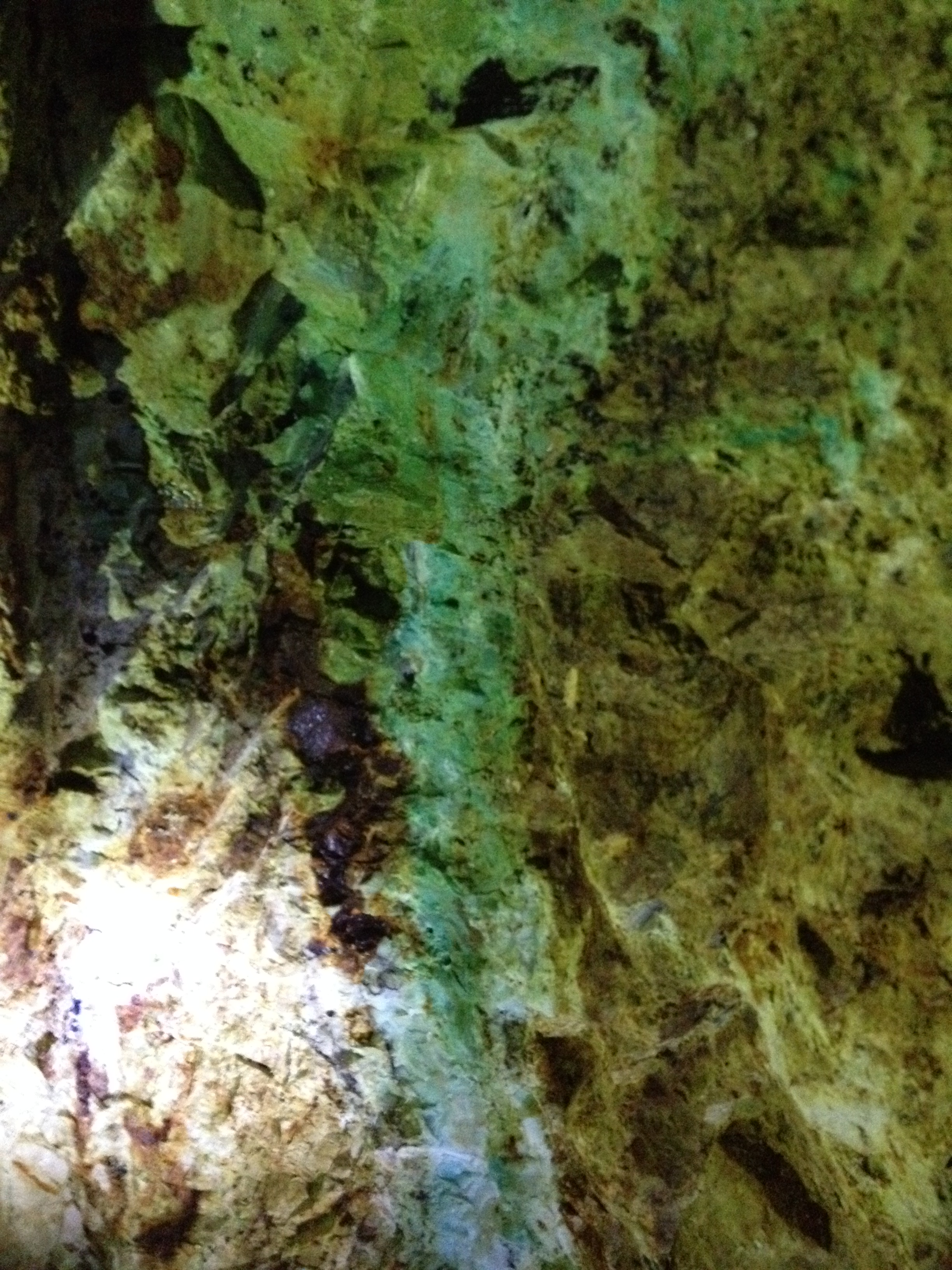
Жила бирюзы, месторождение Унгурликан (отождествляется с «бирюзовым рудником Илака»)

### Горное дело
Горные выработки в регионе восходят ещё к палеолиту, при этом добыча металлов была начата во II тысячелетии до н. э., однако на период существования Илака — VI—X века приходится наивысший подъём горного дела. Илак был прославлен рудным промыслом, прежде всего, благородных металлов, что стимулировало денежную эмиссию. Кроме того, Аль-Бируни в XI веке писал о «бирюзовом руднике Илака»; разработка голубого самоцвета фигурирует и в более ранних источниках VI—VIII веков. Другим полудрагоценным камнем, извлекаемым в области, был аметист, правда, в малых количествах.
Наиболее известные и значительные месторождения Илака: Кызылалма, Кочбулак, Актурпак, Сартабуткан (золото), Кухисим, Лашкерек, Кани Мансур, Караташкутан, Капдиюл, Кансай (серебро), Унгурликан, Актурпак, Фирузакан (бирюза).
Согласно расчётам Ю. Ф. Бурякова, в Илаке было извлечено не менее 1 244 тыс. м³ свинцово-серебряных (около 50%), 605 тыс. м³ золотых (около 25%), 281 тыс. м³ медно-железных, 325 тыс. м³ бирюзовых руд (общий объём добычи этих полезных ископаемых, таким образом, составляет, как минимум, 2 455 тыс. м³).
Средневековые авторы заявляли, что по масштабам добычи серебра Илак в X веке уступает только рудникам Панджшира в Афганистане. Арабский географ IX века Ибн Хордадбех и вовсе удостоил область характеристики «Новый Панджшир».
Кроме того в Илаке велась разработка некоторых сортов камня для орудий труда и обиходных предметов, каолиновых глин, высококачественных материалов для производства стекла.

#### Техника разработки
Обнаруженные на Адрасманских приисках древние шурфы позволяют судить, что в Илаке проводились геологоразведочные работы для обнаружения рудных тел.

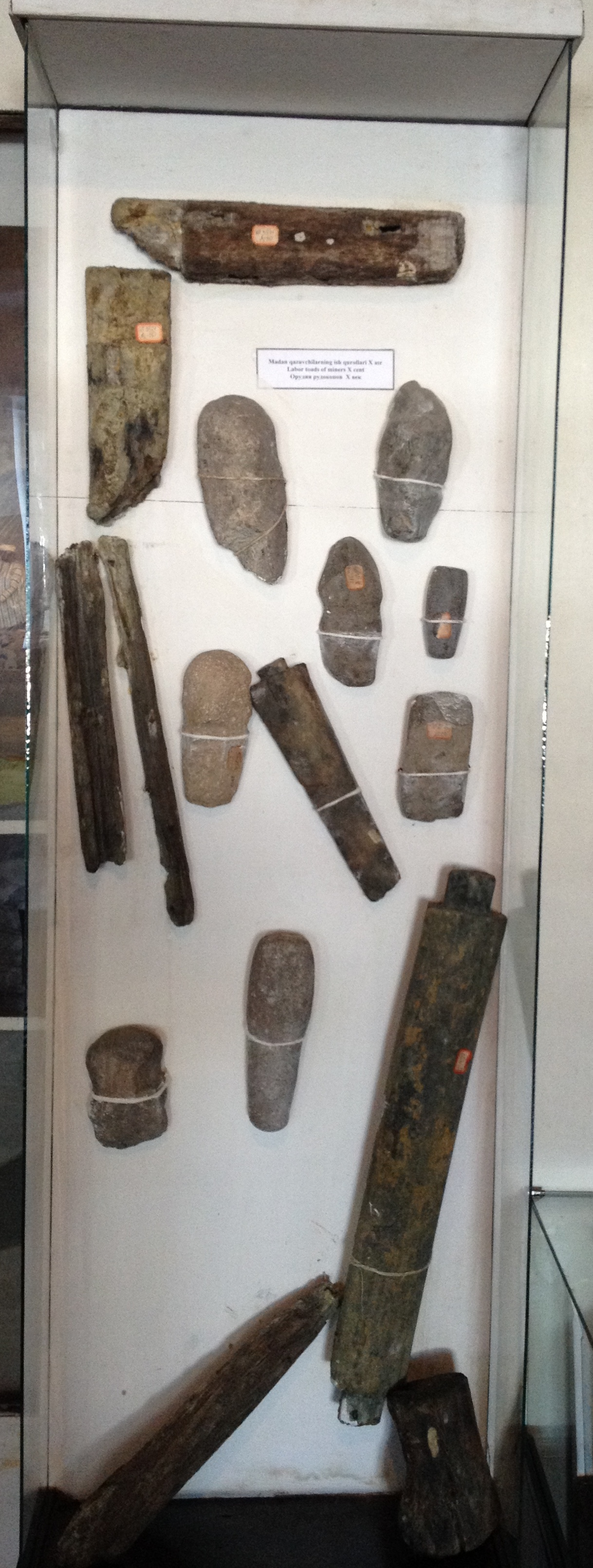
Археологические находки шахтного инвентаря илакских рудокопов.
Экспонат Государственного краеведческого музея в Ангрене

На различных илакских месторождениях практиковался как открытый, так и закрытый способ разработки. В ряде пунктов сохранились карьеры (Кызылалма, Тогберды), часть из которых, впрочем, стоит считать результатом обрушения закрытой и полуоткрытой добычи (таковым обычно расценивается Большой карьер Кани Мансура). Известны наклонные и щелевые формы разработок (Восточный Акташкан). Глубинная проходка в ряде случаев достигала 70—100 м (Кызылалма, Актурпак) и даже 300 м (Лашкерек). Для илакских выработок характерно прокладывание ствола исключительно вдоль рудного тела, из-за чего им свойственна сложная неправильная  форма, узкие стволы (иногда всего в 0,6 м) с расширением в точках богатых залежей. Некоторые шахты представляют собой сложный лабиринт отходящих вбок ходов и камер.
Местами обнаружены вентиляционные колодцы, в которые обычно превращался отработанный забой, и лишь в крайнем случае вентиляция проводилась по пустой породе. Об уровне маркшейдерского дела в Илаке свидетельствует подобная вертикальная шахта, не совпавшая со штреком лишь на 1 м.

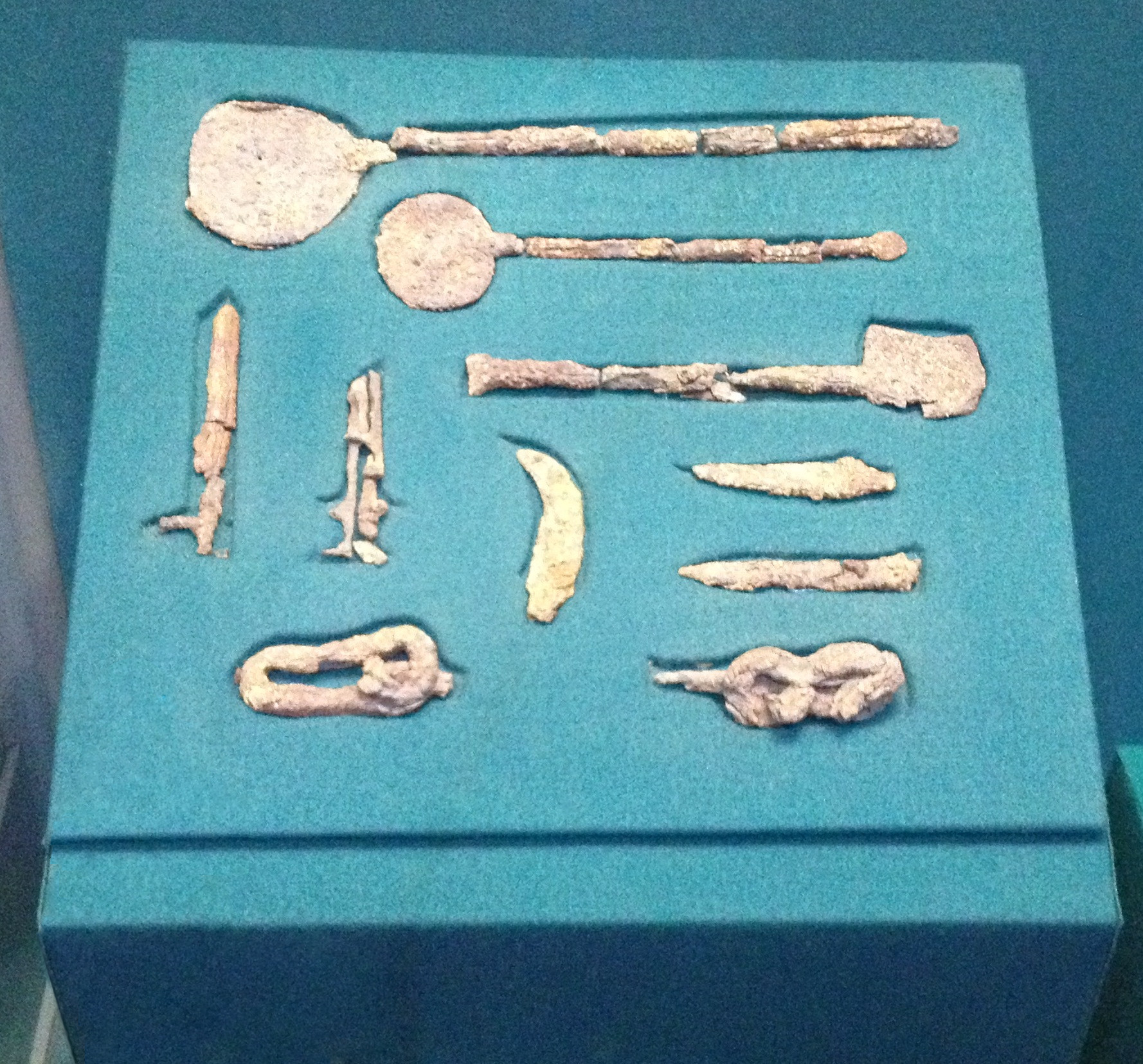
Археологические находки орудий илакских рудокопов. Экспонат Государственного музея истории Узбекистана

Техника горной добычи реконструируется по археологическим находкам инструментов и их следов. Весь труд илакских рудокопов был ручным, с применением архаичных инструментов. В основном орудия являлись каменными и деревянными, лишь на больших  месторождениях — железными.
Проходческий инструментарий представлен молотами; кирками и металлическими клиньями, которые вбивали ударами молота; кайлами, непосредственно выступавшими ударным орудием. Впрочем, устройство находок подчас демонстрирует возможность многообразного обращения с ними. Железные клинья в работе удерживались щипцами и обычно использовались до полного износа. Археологами обнаружены также деревянные клинья, которые, возможно, позволяли разрушать породу набуханием, если полить их водой.
Для средневекового горного дела в регионе известен огневой способ проходки. Перед стенкой разводился костёр, и после разогрева породы она обливалась водой, что вызывало растрескивание (иногда последовательность повторялась многократно). Следы такой процедуры обнаружены на месторождении Сартабуткан, а на руднике Кочбулак был найден сосуд-тыква, в котором, видимо, доставлялось масло для поджога.
Илакские горняки не останавливались при достижении рудничных вод. На ряде месторождений обнаружены многообразные способы водоотлива, в основном, по типу кяризов.

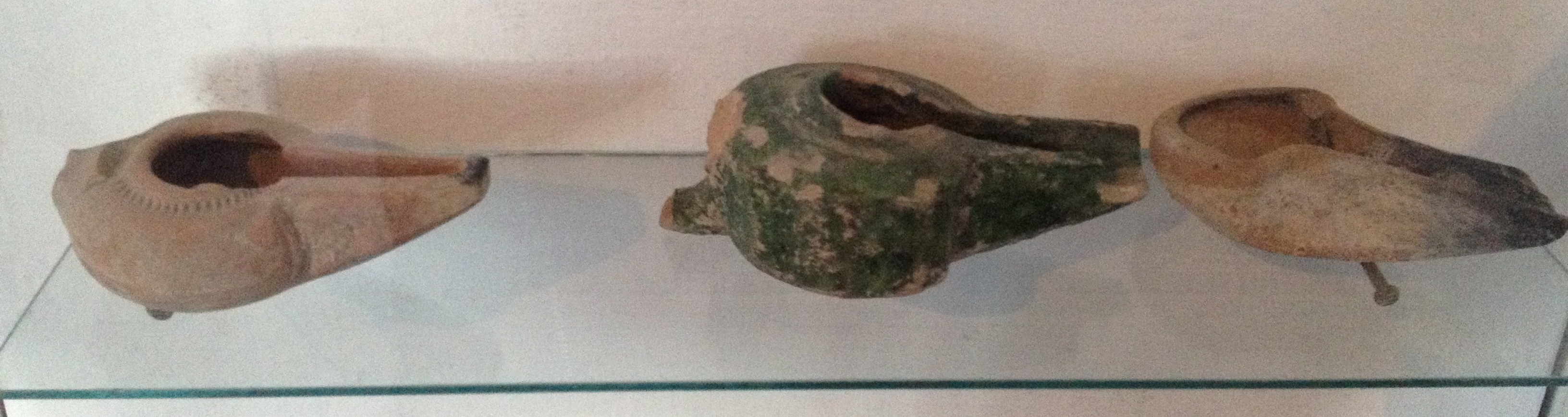
Светильники-чираги из Илака.
Экспонат Государственного краеведческого музея в Ангрене

Собрано более 100 светильников-чирагов, которые использовали рудокопы Илака. К IX веку сложилась их типовая форма в виде плошки с частично открытым верхом, носиком и ручкой-петелькой. Чираги могли как ставиться, так и подвешиваться. Ю. Ф. Буряков пишет, что они несли не только осветительную функцию, но и сигнализировали своим затуханием о наличии опасных для жизни газов.
Илакские рудники, как правило, не имели крепи. Это обстоятельство следует объяснять прежде всего характером организации горнодобычи, которую Ю. Ф. Буряков называет «хищнической». На месторождениях практиковался дешёвый рабский труд и жизнь рудокопа не считалась ценной, чтобы без иных резонов вводить технику безопасности. К креплению прибегали лишь в том случае, если без него нельзя было продолжать разработку. В то же время известны и примеры укрепления свода, например, посредством деревянных материалов: балками (Канимансур), распорками-держателями настила под кровлей (Лашкерек). В Лашкереке было обнаружено крепление венцом полного оклада: стенки колодца-гезенка имели сплошную обшивку из горизонтальных и вертикальных рядов деревянных балок, причём заострённый конец одной вставлялся в гнездо на соседней. Для илакских рудников известны конструкции, обладавшие выгодной эластичностью против давления кровли, которое лишь повышало их прочность. Крепь могла создаваться и из фрагментов пустой породы, оставленных целиков.
В Кани Мансуре и Табошаре найдены деревянные лопаты для насыпания отбитой породы. Существовали различные способы подъёма руды: по ступеням (Кайнар), в санях на полозьях, двигавшихся на наклонном деревянном настиле (Кочбулак). Для неглубоких приисков той эпохи в Средней Азии известно о сборе руды в кожаные мешки или корзины, которые выволакивались наверх. В глубоких шахтах функционировали воротные механизмы (Кани Мансур, Канджол, Лашкерек). Показательно, что к одному вороту в основном стволе стремились подключить как можно больше разработок. Судя по глубине в сотни метров, должны были существовать точки промежуточной перегрузки.

### Металлургия
На ранних стадиях развития плавильного дела в Ахангаранском регионе наблюдалась «бродячая металлургия» . Применявшиеся сыродутные горны имели примитивное устройство и, с одной стороны, могли быть построены в любой местности из доступных материалов (камня, лёсса), с другой — позволяли их забрасывать. Ю. Ф. Буряков постулирует, что изначально отсутствовала зависимость и от древесного топлива: некогда область располагала богатыми лесными ресурсами. Известны примеры таких печей в Акташкане, Кендырсае, у истоков реки Алмалыксай, возведённых прямо у месторождений, следовавших за рудными телами.
Ю. Ф. Буряков полагает, что со временем увеличение производства приводило к появлению целых групп металлургических печей, сосредоточенных в одном пункте, обретая уже определённую зависимость от древесного угля. В VI—VII веках некоторые стационарные центры плавки сформировались поблизости от горных выработок, будучи привязанными к их комплексам (Кокрель) . Собственной металлургией располагал рудник Лашкерек, где осуществлялась монетная эмиссия. Однако наиболее целесообразной являлась концентрация плавильных горнов в укреплённых селениях по долине Ахангарана, под охраной фортификации , свойственная высокому уровню хозяйствования. В ряде городов и крупных поселений (Тункет, Туккет, Намудлыг, городище Мунчактепе) имелись специализированные металлургические кварталы (в двух первых располагаясь в окраинных рабадах). Это подразумевало работу на привозном сырье и топливе, сосредоточение окрестных ресурсов на обслуживании городского ремесла по извлечению металла. При Саманидах резкое увеличение освоенных рудников сочетается с уменьшением количества плавильных пунктов, остановкой даже сравнительно крупных из них (Тызкуль), что связано с беспрецедентной концентрацией илакского производства. В IX—XI веках в пригородах Тункета и Тункета формируются колоссальные отвалы металлических шлаков (в основном, свинцово-серебряной руды). Так, в районе Туккета их количество превышало 30 тыс. тонн.
Металлурги Илака освоили механические средства для обогащения руды (дробильные установки, жернова, движимые потоком воды) и продувания в ходе выплавки, употребление привозных флюсов, а также химических агентов для выделения металла.

#### Технология
Металлургия в регионе претерпела продолжительную эволюцию, в ходе которой конструкция плавильных горнов приобрела ряд модификаций. Округлые и прямоугольные печи в VI—VII веках уступили место цилиндрическим, имевшим с подземную и надземную части; в их постройке начинают использоваться кирпичи из огнеупорной глины; в определённых точках кладки появляются отверстия, через которые вставлялись трубы для искусственного продувания. Наряду с конструктивными изменениями, имеют место технологические: использование предварительно обогащённой руды, введение флюсов.
Обогащение руды производили обычно вблизи от рудников, на мелких выработках — часто прямо при устье, у крупных имелись специальные рудоразборные площадки. На этих площадках археологами найдено множество молотов, подобных рудничным, которые изготовлены из вязких пород. Примечательно, что на древнем руднике Актепе в Фергане, примыкавшем к илакскому владению, были обнаружены миниатюрные рабочие молоты весом 350—550 г, величина которых свидетельствует об использовании детского труда.
Для всех значительных месторождений, эксплуатируемых Илаком в IX—X веках, известны механические приспособления по раздроблению и растиранию сырья. Найдены песты и зернотёрки, ступы (Дрешсай, Тункет), жернова с крупными желобками (Дарзваз, Абрлыг). Имея в диаметре до 1,2 м, жернова должны были приводиться в движение потоком воды. Вода также уносила пустую породу, что необходимо иметь в виду при оценке объёмов илакской рудодобычи. Шурфы на реках в районе Канимансура и Тызкуля засвидетельствовали десятиметровую высоту отвальных наслоений.
Получение различных металлов имело некоторые отличия в технологии.
Региональная серебряная металлургия была изучена М. А. Бубновой. Непосредственно для Илака обогатительные пункты представлены открытыми площадками (Канимансур, Алтынтопкан, Лашкерек, Тызкуль), однако на примыкающем Актепе работы производились в закрытом помещении. Сырьё с помощью крупнозернистых жерновов размалывалось до частиц размером с изюминку. Плавка серебро-свинцовых руд осуществлялась в специальных центрах. Химический анализ сырья и шлаков показывает, что именно к этой руде преимущественно относилось функционирование металлургических кварталов в Тункете и Туккете. В лашкереском пункте, связанном с денежной эмиссией, производство серебра сопровождалось оставлением в шлаке всего свинца.
Согласно гипотезе М. А. Бубновой, свинцово-серебряное сырье проходило троекратную плавку: на первом этапе в результате восстановительных реакций получали черновой свинец, затем прогреванием в отражательных печах образовывался свинцово-серебряный глет, и, наконец, посредством окислительной плавки производилось рафинирование серебра. Археологически изучены как ряд плавильных горнов, так и, предположительно, установки для выделения чистого серебра (Тункет, Намудлыг).
В качестве топлива использовался древесный уголь. В Акташкане была найдена печь с полусожжёнными дровами, в Тызкуле — яма углежога.
Процесс обогащения медно-железных руд, конструкция предназначенных для них плавильных горнов, в целом, сходны со свинцово-серебряными. Для печи подобного назначения в Каттасае установлена безостановочная процедура выплавки: руда и топливо загружались по мере оседания продуктов работы.

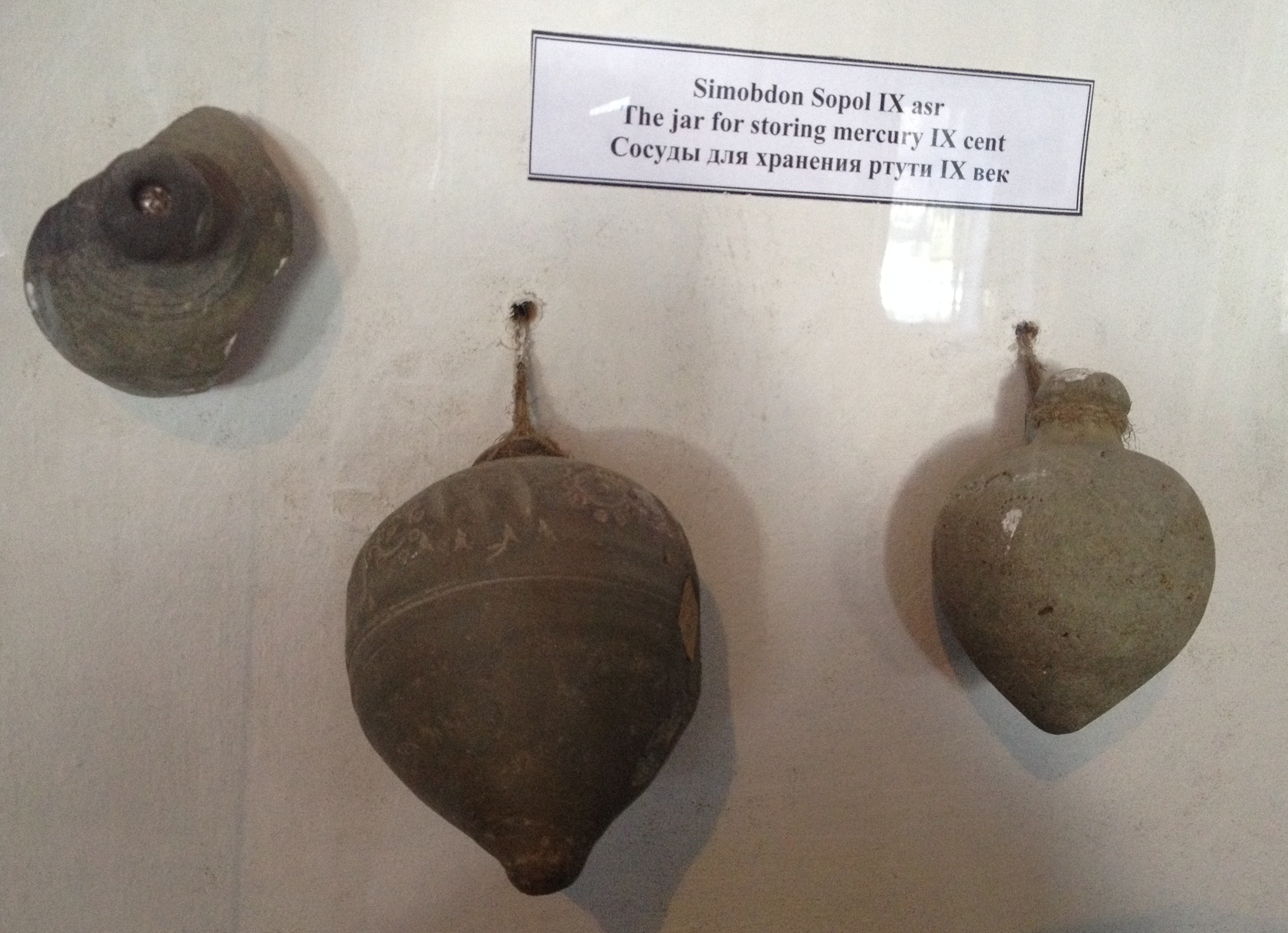
Сфероконические сосуды для ртути. Экспонат Государственного краеведческого музея в Ангрене

Золотоносное сырьё размалывалось до частиц значительно меньшего размера. Затем производилось промывание растёртой руды в глиняных тазообразной посуде — тагора и деревянных желобках, на гладко отшлифованных каменных площадках (где велось также измельчение). Эти артефакты во множестве обнаружены при золотых месторождениях Илака и поселениях их разработчиков. Для промывки могли использоваться шкуры или ток воды, пускаемой по системе лотков и ступенек. Золотосодержащий материал скапливался на дне сосудов, тогда как пустая порода уносилась течением. Золото намывалось как из кварцевой руды, так и из речных галечников. Металл извлекался практически полностью, оставляя на долю уносимых водой фракций не более 2—3 г/т (Кызылалма, Кочбулак).
В то же время региону свойственны руды с рассеянным содержанием золота, зачастую даже невидимого визуально. В таком случае для извлечения металла применялась амальгамация с последующей возгонкой. Обращение к этому методу доказывают частые находки сфероконических сосудов для ртути на месторождениях и в металлургических кварталах. В Абрлыге были обнаружены тигли-реторты, в которых прогревалась амальгама, и стеклянный алембик для сбора ртутных паров.

### Денежная эмиссия
В VIII—IX веках в Илаке действовал монетный двор, располагавшийся прямо на серебряном руднике (Мааден аш-Шаш). Известны дирхемы Илака, отчеканенные при арабском халифе Харуне ар-Рашиде (189/190 год по хиджре, т.е. 804—806 годы) и тахиридском правителе Абдаллах бин Тахире (в промежутке 830—834 годов). Учитывая хронологические рамки и количество находок, Мааден аш-Шаш следует считать лишь кратковременно, эпизодически действующим монетным двором, что было распространено в ту эпоху. Однако  пробность илакских серебряных монет являлась высокой, обеспечивая широкое проникновение продукции в другие страны. Они были обнаружены в кладах на территории современной Швеции, Норвегии, Дании, Финляндии, Армении, стран Восточной и Центральной Европы.
Согласно арабским географам Истахри (930-е годы) и Ибн Хаукалю (987/988) в X веке крупный монетный двор действует уже в столице страны Тункете, причём первый называет его единственным в Мавераннахре помимо самаркандского, а второй — помимо самаркандского и бухарского. Ибн Хаукаль констатирует факт выпуска монет из драгоценных металлов и обращения значительных капиталов. В то же время обозначения Тункета в качестве места производства на деньгах встречаются редко. Историк М. Е. Массон сообщает (1953) для той эпохи лишь об отдельных серебряных и медных изделиях в начале правления Саманида Насра II ибн Ахмада (биты с 914 по 917/918 годы).
По мнению М. Е. Массона, принятому последующими источниками, в связи с нахождением Чачского рудника на территории Илака, последнему следует приписать всю тогдашнюю чачскую монету, даже при отсутствии указаний на Илак и Тункет как место выпуска. Историк считает, что в Тункете в действительности чеканилось сразу два типа монет: общегосударственная банковская из серебра и разменная для местного хождения, частично медная (фельсы), частично представленная неполноценными «чёрными дирхемами» типа мусейяби. Учёный отмечает, что монетный двор непосредственно в Шаше (в столице Бинкете), имел сугубо локальный масштаб и практически не выпускал серебряных денег, так что не должен был упоминаться авторами, писавшими только об учреждениях общегосударственной значимости.
Ибн Хордадбех указывает Чач и его серебряные рудники в качестве отдельной налоговой единицы Мавераннахра, при этом сам Чач выплачивал арабам 180 тыс. чёрных дирхемов, а вместе с месторождениями — уже 607 тысяч. В то же время Уструшана выплачивала 50 тыс. чёрных дирхемов подати, причём 48 тыс. — низкокачественными монетами мухаммади.
Для эпохи ранних Караханидов известен «дихканский чекан» илакских монет из меди, когда указывались имена удельного илакского и караханидского правителя. Однако впоследствии тункетские монеты содержат только имена Караханидов, захвативших регион. В последний раз Тункет как место выпуска указан на монете во второй половине XI века. По данным М. Е. Массона (1953), наиболее поздней выбитой датой является 46? (последняя цифра неизвестна) год хиджры). В дальнейшим как Илак, так и Тункет в нумизматических памятниках совершенно не упоминаются.

### Динамика развития хозяйства

#### Прогресс
Илакские горы выдвигаются как значительный рудопромышленный регион Востока в VI—VII веках. Обследования разработок и отвалов показывают, что месторождения области, в основном, уже были известны и пущены в эксплуатацию в данный период. Был начат крупномасштабный промысел минералов, подразумевающий организацию работ крупным феодалом, удельным правителем. В Лашкереке возникает поселение рабов, демонстрируя концентрацию производственных сил. Происходят коренные изменения в постановке рудоплавильного ремесла, переход от «бродячей металлургии» к созданию крупных плавильных центров постоянного базирования, в том числе, в укреплённых городах, появлению металлургических кварталов.
На хозяйство Илака VI—VII века влияло значительное присутствие кочевого и полуоседлого населения, практиковавшего скотоводство, что затормаживало рост городов, становление ремёсел. В то же время нахождение в составе крупного тюркского государства стимулировало увеличение городских поселений, коммерческие связи с другими владениями и ремесленничество, прежде всего, в сфере работы с полезными ископаемыми, продукция которого выходила за рамки внутренних нужд и могла поступать в соседние области. Горное дело и металлургия выступали в Илаке факторами градообразования (хотя и не единственными).
Археологические исследования горного хозяйства показывают для VIII века остановку в уровне производства, контрастирующую с более ранним ростом. Она подтверждает вредоносную военно-политическую нестабильность в регионе.
Напротив, благотворное влияние на илакскую экономику оказало появление сильного централизованного управления Мавераннахром в эпоху Саманидов. Для IX—X веках наблюдается прогресс горного дела и металлургии, расширение освоенных под земледелие угодий, дальнейшее оседание кочевников, процессы урбанизации.

#### Упадок
Вместе с тем уже в X веке Илак становится неспособным к достаточному предложению серебра при растущем спросе на него. К этому периоду относится увеличение добычи минерала в других районах, таких как Шельджа (в Таласском регионе), к которому, видимо, проявляет интерес Исмаил Самани. В X веке вся Средняя Азия, наряду с другими странами Востока, оказывается поражена серебряным кризисом, проявлявшимся в ухудшении качества денег, замене в них серебра на другие металлы.
На XI—XII века приходится сложный период для илакского горнорудного промысла. Археологическое изучение месторождений показывает сокращение разработок, особенно со второй половины XI века (в ещё большей степени — спустя столетие), что усугубляло кризисные явления. Отчасти возможно говорить об исчерпании минеральных запасов, но, по мнению Ю. Ф. Бурякова, этот фактор не может причисляться к главным. Зафиксированы случаи консервации и даже маскировки илакских рудников, по-прежнему располагавших богатым сырьём. Свойственные Караханидскому государству раздробленность и условные пожалования земель были неблагоприятны для увеличения промысла, что учёный считает более важным обстоятельством. М. Е. Массон также предполагает, что в составе тюркской державы затруднилось поступление в Илак тюрок-рабов.

#### Последующие периоды
В XIII веке разрушения монголов и их расселение в области, междоусобица, царившая между кочевыми родами, которая приводила к нередким сменам правителей, наносит сокрушительный удар по региональному хозяйству. Разработка рудников в монгольский период сходит практически на нет. Современник тех событий сообщал:
Издалека видим хорошо построенное селение, окрестности которого покрыты зеленью. Приближаемся в надежде встретить жителей, но находим дома совершенно пустыми. Все жители страны — кочевники и нисколько не занимаются земледелием.
Горное дело и металлургия в послемонгольский период восстанавливаются лишь в ничтожном объёме по сравнению с Илаком. По данным «Национальной энциклопедии Узбекистана» небольшой подъём работ наблюдается в эпоху Тамерлана (Тимура), однако за ним следует новое угасание. Ю. Ф. Буряков пишет, что добыча полиметаллических руд и бирюзы имела место при Тимуридах и Шейбанидах. Но к рубежу XVII—XVIII веков, на фоне усиления кризисных черт феодализма, происходит практически полная утрата минералогических познаний. Лишь с 1920-х годов земли средневекового Илака вновь становятся горнорудным центром, здесь возникает Чаткало-Кураминский промышленный район.

## Население
Различные авторы X века указывают для Илака от 14 до 17 городов с весьма скудной топографической информацией даже на фоне Чача. Однако наличие части из них в списке следует считать результатом ошибок:
| Название города        | Название городища (по отождествлению)             | Локализация                                         | Приблизительная площадь городища, га | Примечание                                                                                    |
| ---------------------- | ------------------------------------------------- | --------------------------------------------------- | ------------------------------------ | --------------------------------------------------------------------------------------------- |
| Тункет                 | Имлак                                             | в районе кишлака Сарджайляк, Ахангаранский район    | 180                                  | Столица Илака до XII века                                                                     |
| Нукет (Наукет)         | Улькантойтепе                                     | север города Нурафшон                               | 150                                  | Столица Илака с XII века                                                                      |
| Балаян                 | Кулькаратепе                                      | кишлак Кулькаратепе, Уртачирчикский район           | не установлена                       |                                                                                               |
| Панджхаш               | Джумишказытепе                                    | в районе кишлака Анхор, Уртачирчикский район        | 25                                   |                                                                                               |
| Шавкет (Сакокет)       | Уваиттепе                                         | в районе селения Уваиттепе, Ахангаранский район     | 5                                    |                                                                                               |
| Абрлыг (Арбилах)       | Аблык                                             | кишлак Аблык, Ахангаранский район                   | 80                                   |                                                                                               |
| Кухисим                | Кургантепа                                        | устье реки Нишбаш, Ахангаранский район              | 15                                   |                                                                                               |
| Намудлыг               | безымянное городище в Ангрене (городище Намудлыг) | северо-восток города Ангрен                         | 60                                   |                                                                                               |
| Дахкет                 | Дукент                                            | город Ангрен, район Дукент                          | 8                                    |                                                                                               |
| Туккет                 | Кульата                                           | в районе селения Кульата (к юго-западу от Алмалыка) | 30                                   |                                                                                               |
| Бискет                 | Пушти-Махмуд                                      | район юга города Пскент                             | не установлена                       |                                                                                               |
| Самсирек               | Бука                                              | город Бука                                          | не установлена                       |                                                                                               |
| Хас (Хаш)              | Дальверзинтепа                                    | кишлак Джумабазар, Бекабадский район                | 23                                   |                                                                                               |
| Хумрак                 | однозначно не отождествлён                        |                                                     |                                      |                                                                                               |
| Гардженд               | не отождествлён                                   |                                                     |                                      | в различных источниках относится то к Чачу, то к Илаку                                        |
| Харганкет (Харджанкет) | Ходжикентбазарбоши                                | кишлак Ходжикент, Бостанлыкский район               | 9                                    | отнесение к Илаку потенциально ошибочно, если только не существовало двух одноимённых городов |
| Сикет                  |                                                   |                                                     |                                      | вероятно, не существовал и название является искажённым Бискет                                |

По расчётам Ю. Ф. Бурякова, исходящим из площади и плотности населения, в период развитого средневековья в Тункете проживало 15 тыс. человек, в Нукете — около 21—24 тысяч.

«Худуд-ал-алем» утверждает, что в Илаке жило много людей и они якобы были малотребовательны. Это утверждение М. Е. Массон (1953) интерпретирует как жестокую эксплуатацию трудового народа, лишённого элементарных потребностей. Это же древнее сочинение констатирует малообеспеченность местного населения: 
Хотя в Илаке поселения возделанные и процветающие, но народ имеет мало богатств.
Названия двух сравнительно более молодых, возникших в IX—X веках городов — Абрлыг и Намудлыг — являются тюркскими, что свидетельствует о преобладающих в них этнических элементах. Вероятно, эти селения возникли благодаря активному переходу тюрков к оседлости.

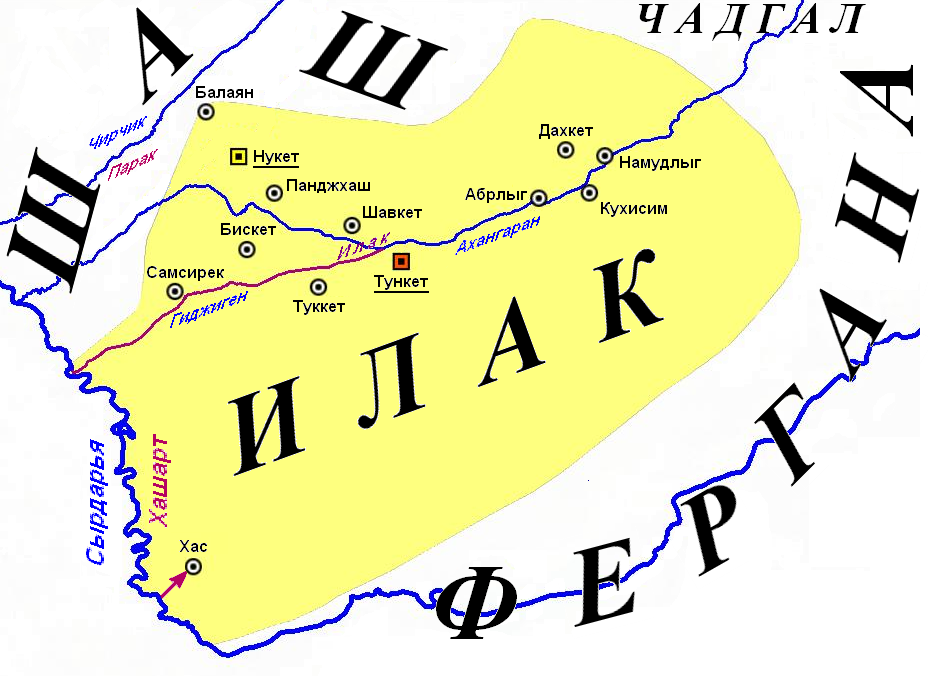
Карта Илака с указанием отождествлённых городов

## Караванные пути
Наибольшей известностью пользовался маршрут, связующий столицы Чача и Илака — Бинкет и Тункет. С перечислением всех промежуточных городов он описан Истахри и Ибн Хаукалем (X век), данные которых, однако, содержат противоречия, демонстрирующие ошибки переписчиков. Реконструкция пути производилась В. В. Бартольдом и М. Е. Массоном, принявших очерёдность городов: Бинкет — Нуджкет — Балаян — Нукет — Панджхаш — Шавкет — Тункет. При этом первые два города входили в состав Чача, дальнейшие — в состав Илака. Общая протяжённость дороги составляла 8—10 фарсахов (около 70 км); на неё затрачивалось 2 дня, остановку совершали в Нукете.
По западным землям Илака проходил участок международного транзитного маршрута. Линия была известна как южный караванный путь, Истахри именует её «бенакетской дорогой».  Известно, что она выводил из Согда через Уструшану к Сырдарье, откуда пролегала к чачскому городу Бенакету, после чего по землям Чача достигала его столицы. С переправой через реку, возможно, был связан илакский город Хас.
Географ IX века Кудама ибн Джафар сообщает, что по дороге из Ходженда в Фергану у крепости Хаджистан была развилка, откуда брал начало путь к серебряному руднику Чача. Хаджистан расположен на озере Аксукан (южный склон Кураминского хребта), где велась добыча соли. Средневековый автор сообщает, что далее дорога проходила некий сторожевой пункт («место наблюдения»), после чего через 2 фарсаха достигала замка Мухинан в устье реки рудника. Направление горного караванного маршрута было прослежено на местности Ю. Ф. Буряковым, проведшего его по Куинпангазскому перевалу и отождествившего реку с Нишбашем, в долину которого происходил спуск близ месторождения Лашкерек. Археологом был обнаружен укреплённый караван-сарай.

Истахри описывает также некий маршрут из Чача в Илак, выходящий на восток: 
От Бинкета и Джабгукета — два фарсаха, и до Фарнкета — два фарсаха, а от Анузкета — один фарсах. И Кедак, Гадранк, Кабарна, Газак, Вардан и Джебузан — все они расположены на расстоянии одного дня пути.
 Археологически прослеживается маршрут через города Джеттыкента к Тункету мимо сардобы в Кайнаре. Возможно, это путь, описанный средневековым автором.
По чисто археологическим данным выяснены и ещё несколько маршрутов. Один из них уходил из Тункета в горные регионы, где соединялся с путями в Фергану и Семиречье. Второй был равнинным, ведя к Ходженду и Фергане через Бискет и, затем, Хас. Имелась также линия связи чачского Харашкета с Нукетом (далее к Тункету).